# Enthora polita
Enthora polita är en skalbaggsart som beskrevs av Waterhouse 1878. Enthora polita ingår i släktet Enthora och familjen Melolonthidae. Inga underarter finns listade i Catalogue of Life.